# Kanton Marmande-Est
Der Kanton Marmande-Est war von 1973 bis 2015 ein französischer Wahlkreis im Arrondissement Marmande, im Département Lot-et-Garonne und in der früheren Region Aquitanien.
Der Kanton umfasste Wahlberechtigte aus neun Gemeinden und den östlichen Teil der Stadt Marmande. In der nachfolgenden Tabelle ist für alle Gemeinden jeweils die gesamte Einwohnerzahl angegeben.
| Gemeinde                | Einwohner Jahr | Fläche km² | Bevölkerungsdichte | Postleitzahl | Code INSEE |
| ----------------------- | -------------- | ---------- | ------------------ | ------------ | ---------- |
| Agmé                    | 121 (2013)     | –          | – Einw./km²        | 47350        | 47002      |
| Birac-sur-Trec          | 832 (2013)     | –          | – Einw./km²        | 47200        | 47028      |
| Fauguerolles            | 716 (2013)     | –          | – Einw./km²        | 47400        | 47094      |
| Gontaud-de-Nogaret      | 1663 (2013)    | –          | – Einw./km²        | 47400        | 47110      |
| Hautesvignes            | 158 (2013)     | –          | – Einw./km²        | 47400        | 47118      |
| Longueville             | 363 (2013)     | –          | – Einw./km²        | 47200        | 47150      |
| Marmande                | 18.028 (2013)  | –          | – Einw./km²        | 47200        | 47157      |
| Saint-Pardoux-du-Breuil | 601 (2013)     | –          | – Einw./km²        | 47200        | 47263      |
| Taillebourg             | 79 (2013)      | –          | – Einw./km²        | 47200        | 47304      |
| Virazeil                | 1718 (2013)    | –          | – Einw./km²        | 47200        | 47326      |